# Sajano-Schuschensker Stausee
Der Sajano-Schuschensker Stausee bzw. die Sajano-Schuschensker Talsperre (russisch Саяно-Шушенское водохранилище) verfügt mit dem Wasserkraftwerk Sajano-Schuschenskaja (Саяно-Шушенская ГЭС) am Jenissei oberhalb der zu Sajanogorsk gehörenden Siedlung Tscherjomuschki über das größte Wasserkraftwerk Russlands. Betreiber des Kraftwerks ist RusHydro.

## Geographie

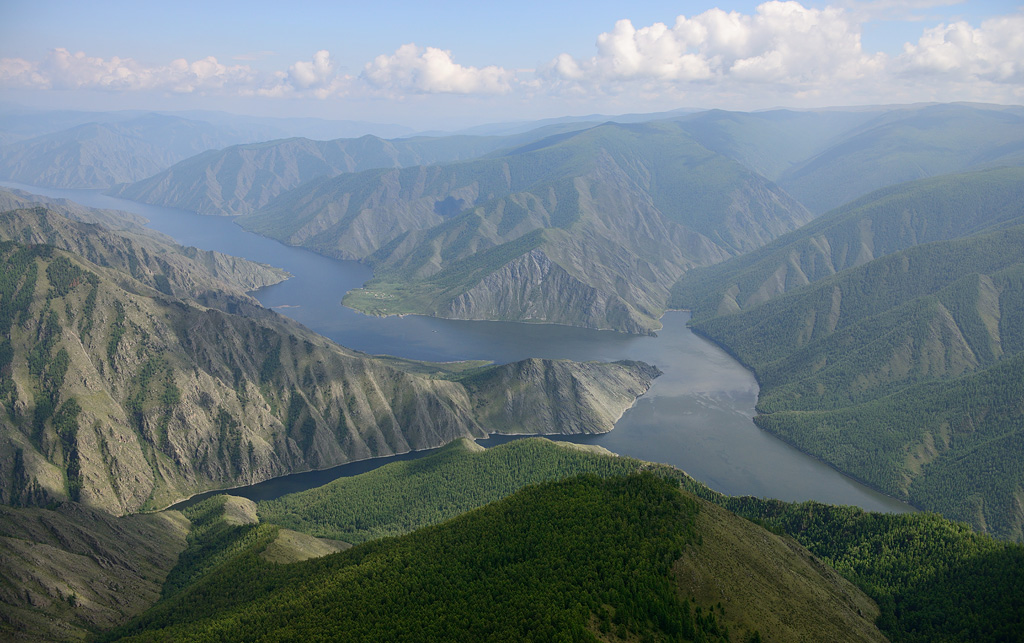
Blick über den Stausee im Westsajan und das Naturschutzgebiet Sajano-Schuschenski

Der Stausee liegt in der Republik Chakassien, der Region Krasnojarsk und der Republik Tuwa im Süden Mittelsibiriens. Stausee und Kraftwerk wurden nach dem umliegenden Sajangebirge benannt; der Jenissei durchschneidet den mittleren Westsajan mit einem schmalen Tal. Der zweite Namensbestandteil ist der Ort Schuschenskoje, in dem sich Staatsgründer Lenin von 1897 bis 1900 in der Verbannung befand, was in der sowjetischen Periode symbolträchtigen Wert hatte. Schuschenskoje liegt jedoch weiter flussabwärts im Gebirgsvorland, knapp 70 km Luftlinie von der Staumauer entfernt.
Bei dem Stauziel von 540 m NN ist der Stausee etwa 320 km lang, wobei der längste Abschnitt (235 km) durch das Sajan-Tal führt. Hier ist der Stausee 0,5 km – 3 km breit und fließt durch das 500 m bis 2700 m hohe Gebirge des Westsajan. Weiter stromaufwärts weitet sich der Stausee im Becken von Tuwa zu 6 km bis 9 km Breite auf, bei einer Tiefe von 8 m – 30 m. Der Stausee ist als strategisches Trinkwasserreservoir kategorisiert und grenzt an das 3904 km² große staatliche Naturschutzgebiet Sajano-Schuschenski an. Es wurde 1976 ausgewiesen und ist seit 1985 UNESCO-Biosphärenreservat. Flussabwärts der Talsperre wird in dem klaren und kalten Wasser des Jenissei Fischzucht betrieben.

## Konstruktion
Die Bogengewichtsmauer ist 242 m hoch und 1074 m lang. Sie hat eine 105,7 m breite Basis und die Kronenbreite beträgt 25 m. Insgesamt wurden 9.075.000 m³ Beton verbaut. Im Baukörper verlaufen zehn Galerien, die Überwachungsgeräte für den Zustand der Talsperre beherbergen und Reparaturarbeiten ermöglichen. Die Staumauer ist eine Bogengewichtsmauer mit einem Radius von 600 m, ähnlich der Hoover-Staumauer in den USA. Sie ist jedoch 20 m höher als diese. Die Staumauer stellt eine der 20 höchsten Talsperren der Welt dar.

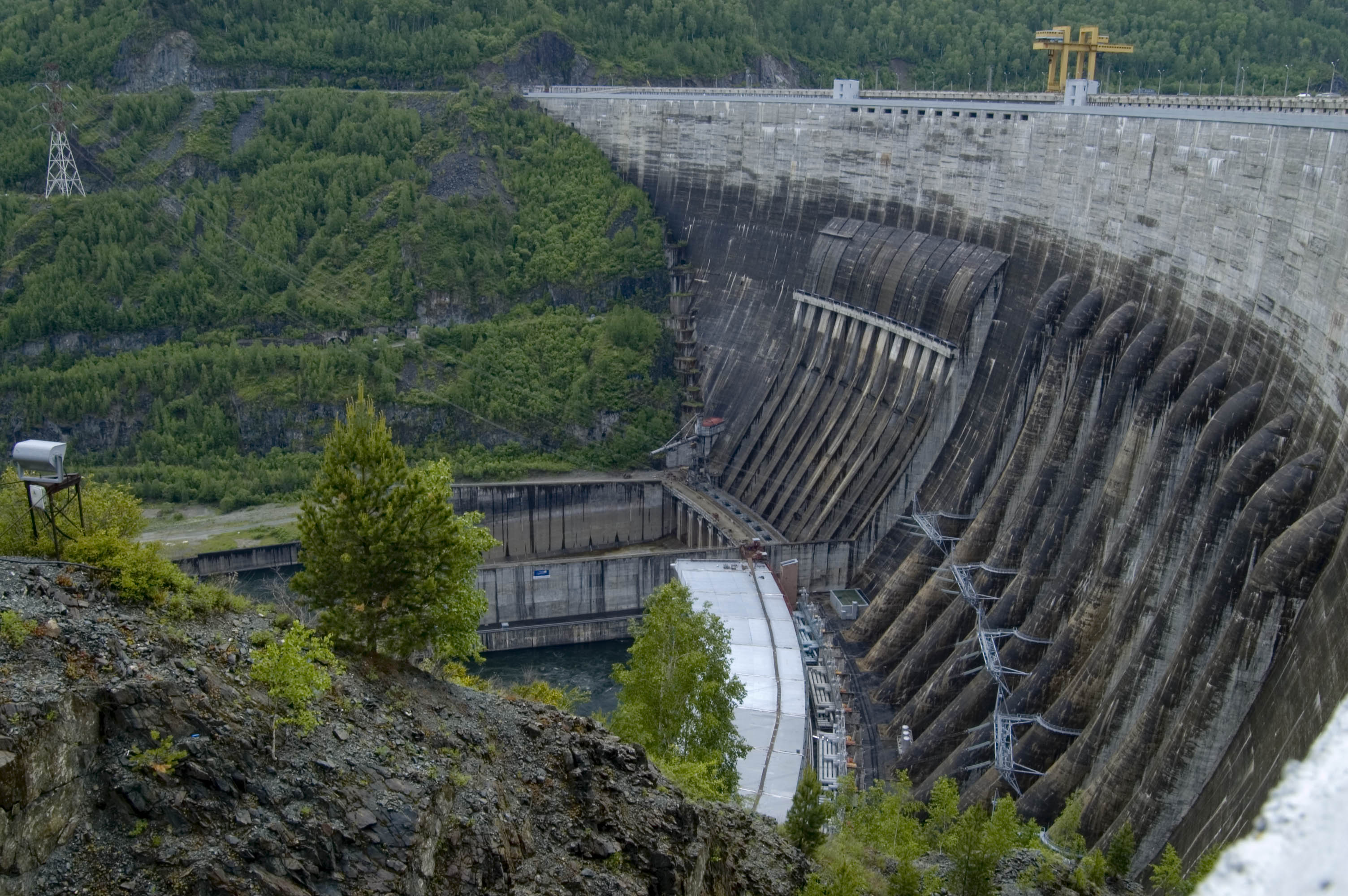
Luftseite der Staumauer mit der Hochwasserentlastung incl. Tosbecken im Hintergrund und den Fallleitungen und Maschinenhaus im Vordergrund
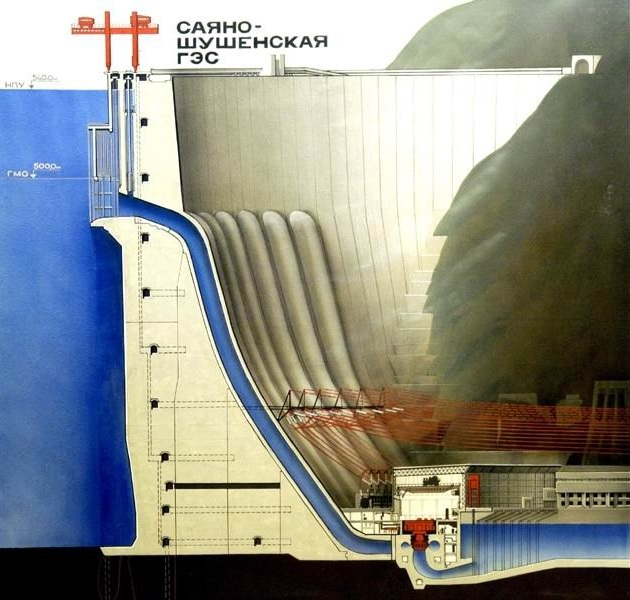
Schnittzeichnung der Staumauer mit Druckrohrleitung, Turbinenhalle, Saugrohr und Unterwasser

Die Fallhöhe des Wassers bis zum Kraftwerk beträgt 220 m. Die Kraftwerksleistung beträgt 6400 Megawatt und pro Jahr werden etwa 25 TWh produziert. Das ist dreimal mehr als Chakassien benötigt. Die zehn Francis-Turbinen mit je 640 MW haben jeweils einen Durchfluss von 358,5 m3/s bei einer Nennfallhöhe von 194 m. Sie drehen sich mit einer Geschwindigkeit von 142.86 1/min (Generator mit 21 Polpaaren). Das Kraftwerk versorgt hauptsächlich einige Aluminiumhütten in der Region, die sehr viel elektrische Energie für die Elektrolyse benötigen.
Die gestaute Wasserfläche im normalen Stauzustand bei 540 m beträgt 621 km², das Einzugsgebiet 179.900 km². 35.600 ha landwirtschaftlicher Nutzfläche und 2717 Häuser wurden geflutet. Der See ist 320 km lang, stellenweise mehr als 10 km breit und 113 m tief. Sein Stauinhalt beträgt 31,3 km³.
Der sich direkt im Unterwasser an die Talsperre anschließende kleinere Maina-Stausee dient als Ausgleichsbecken. Weiter unterhalb am Jenissei liegt eine weitere große Talsperre, der Krasnojarsker Stausee. Um eine durchgehende Schifffahrt zu ermöglichen, war ein Schiffshebewerk in Form eines Schrägaufzuges mit Querförderung geplant, das aber nie gebaut worden ist.
Von 2005 bis 2011, parallel zu den Reparaturarbeiten nach dem Unfall vom August 2009, wurde eine zusätzliche Hochwasserentlastung errichtet, die den bestehenden Überlauf in der Staumauer bei extremen Hochwassern unterstützen soll. Der Staumauer-Überlauf hat zwar eine maximale Kapazität von 13.600 m³/s, aber aufgrund von Erosionen im Tosbecken während zweier starker Frühlingsfluten in den 80er Jahren wurde er auf 5.000 m³/s gedrosselt. Die Entlastungsanlage wird über zwei 10 m breite und 12 m hohe sowie 1,122 m lange betonverstärkte Stollen gespeist, die Wasser ab einem Wasserstand von 527 m ü. NN beim Einlaufbauwerk südlich der Staumauer im Freigefälle mit bis zu 22 m/s ableiten können und einen 1174 m hohen Berg neben der Staumauer durchtunneln. Die Entlastungsrinne fällt als 5-stufige Kaskade auf einer Breite von 100 m in einen 700 m langen Ablaufkanal, der sich in das Unterwasser ca. 2 km flussab der Staumauer in den Jenissei ergießt. Die neue Hochwasserentlastung hat ein Schluckvermögen von bis zu 4000 m³/s.

## Geschichte

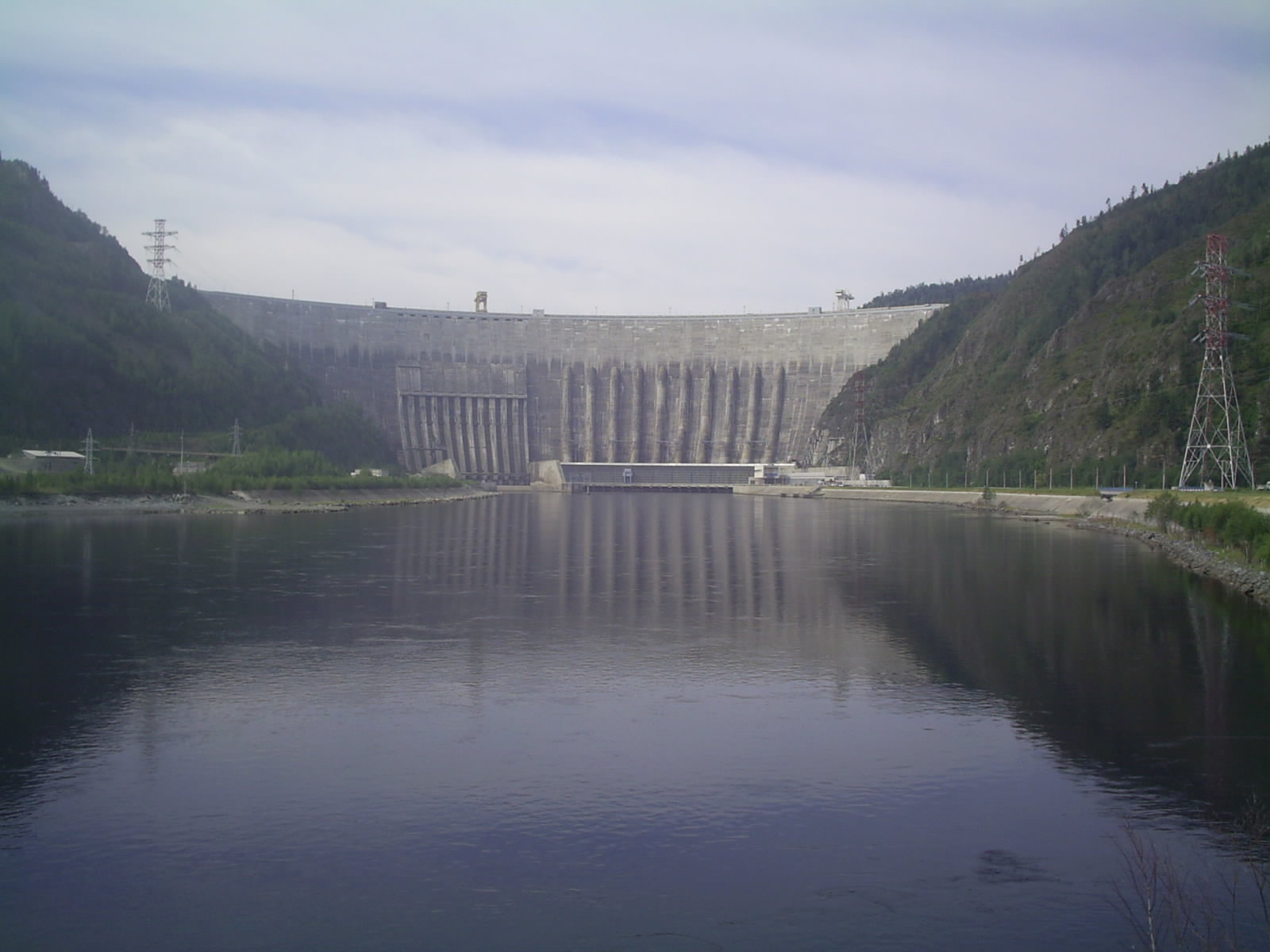
Die Staumauer vom Unterwasser: rechts die 10 Druckröhren des Wasserkraftwerks, links 11 Schussrinnen der Hochwasserentlastung

Nach dem Baubeschluss in den 1950er Jahren wurde die Sajano-Tuwinische Expedition zur archäologischen Untersuchung der künftigen Überschwemmungsgebiete gegründet, in der Sergei Astachow das Altsteinzeit-Kommando leitete.
Das Kraftwerk wurde 1963–1988 gebaut und ging 1978 ans Netz, um die Aluminiumproduktion mit elektrischer Energie zu versorgen. Etwa 70 % der Erzeugung werden an Aluminiumhütten in der Region geliefert. Der größte Abnehmer der vom Wasserkraftwerk Sajano-Schuschenskaja produzierten Elektroenergie ist heute das Aluminiumwerk Sajan in Sajanogorsk, das zur Rusal-Gruppe des Milliardärs Oleg Deripaska gehört.
Der damalige Präsident Russlands, Boris Jelzin, privatisierte 1993 das Wasserkraftwerk. Damals musste Chakassien auf seinen Teil der Aktien verzichten und erhielt dafür das Recht, im Laufe von zehn Jahren die Elektroenergie zu einem Vorzugspreis zu kaufen. Im September 2004 lief dieses Abkommen ebenso wie die Verjährungsfrist für Privatisierungsfälle ab.
Chakassien, unter der Führung des damaligen Gouverneurs Alexej Lebed (Bruder des bekannten Politikers und Generals Alexander Lebed), reichte im April 2003 Klage ein, das Privatisierungsgeschäft für ungültig zu erklären und das Werk wieder zu verstaatlichen. Gleichzeitig schlug er der Holding aber einen Kompromiss vor, wonach die Preisvergünstigung für Chakassien bis 2020 verlängert werden soll. Die Energieholding lehnte den Vorschlag ab. Nachdem das Schiedsgericht des Föderationskreis Sibirien die Privatisierung als illegal bewertete, hob das Oberste Schiedsgericht der Russischen Föderation dieses Urteil wieder auf.

### Unfall im August 2009

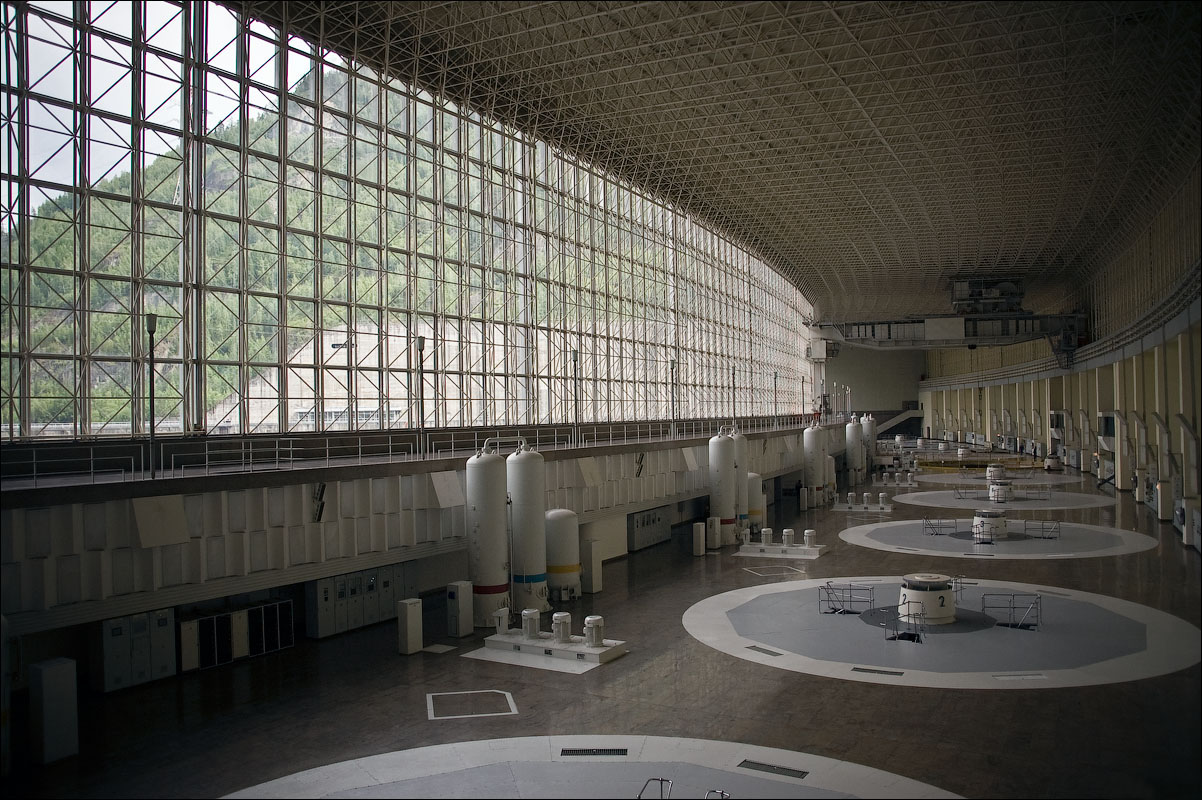
Maschinenhalle des Kraftwerks vor dem Unfall

Am Montag, dem 17. August 2009, kam es zu einem schweren wasserbaulichen Unglück, das 75 Menschenleben kostete. Morgens um 08:13 Uhr zerstörte ein Druckstoß mehrere Turbinen und im Anschluss wurde die Turbinenhalle überflutet. Durch den Wassereinbruch kam es zu Kurzschlüssen und Transformatoren wurden vernichtet. Mitarbeiter des russischen Rechnungshofes hatten bei einer Kontrolle zwei Jahre zuvor festgestellt, dass 85 Prozent der Ausrüstung dringend modernisiert werden müsste, da sie deutlich veraltet seien.
Am stärksten wurde Turbine 2 verwüstet. Wasser aus dem Saugrohr schoss nach oben und hob den Turbinenkopfdeckel, das Turbinenlaufrad, die Welle, die Turbinen- und Generatorlager um mehrere Meter nach oben. Dies zerstörte die Rotorspinne des Generators und das Wasser überflutete die Turbinengrube, von wo es ins Maschinenhaus gelangte. Der Anfangsimpuls des Wassers brachte im Bereich um Turbine 2 das Dach der Turbinenhalle zum Einsturz. Auf den Ausfall von Block 2 folgten ähnlich schwere Schäden an den Blöcken 7 und 9. Insgesamt wurden neun von zehn Kraftwerksblöcken zerstört oder schwer beschädigt. Das Wasser verursachte Kurzschlüsse und mechanische Schäden, als sich die Generatoren in den gefluteten Turbinengruben weiterdrehten, weil sich einige Turbinen erst nach etlichen Minuten manuell am Einlaufschieber abschalten ließen. Nur Einheit 6, die zu diesem Zeitpunkt außer Betrieb war, blieb von schweren Schäden verschont, obwohl sie von Wassermassen aus den benachbarten Einheiten überflutet wurde. Außer den 75 Toten gab es 13 Verletzte, was den Unfall in die Kategorie einer nationalen Katastrophe einordnet.
Der genaue Grund für das desaströse Versagen von Einheit 2 konnte nicht bis ins Letzte geklärt werden. Der Abschlussbericht von Rostekhnadzor, Russlands technischem Überwachungsdienst, konzentrierte sich auf die Haltebolzen des Turbinenkopfdeckels, die durch Ermüdungsbruch vorgeschädigt waren. Er ging aber nicht darauf ein, wie die ähnlich gelagerten Schäden von Block 7 und 9 entstanden, die keine solchen Vorschäden an den Kopfdeckelbolzen aufwiesen. Selbst der Wasserdruck aus Oberwasser und Unterwasser hätte wohl nicht ausgereicht, um die etwa 1500 Tonnen schwere Maschine explosionsartig aus ihrem Sitz zu heben. Im Betrieb sorgte zudem die Strömung im Turbinenrad für eine abwärtsgerichtete Kraft, sodass selbst beim Totalversagen der Haltebolzen zwar eine Undichtigkeit aufgetreten wäre, aber keine beschleunigende Kraft in der beobachteten Größenordnung.
Ein Erklärungsansatz ist ein Kavitationsschlag im 35 m langen Saugrohr: durch schnelles Zufahren der Leitschaufeln wurde die Wasserströmung abgebremst (Systemzustand beim Unfall 256 m³/s Volumenstrom bei 8,3 m/s) und es kam zu einer Trennung der Wassersäule unterhalb der Turbine, die wegen Kavitationsproblemen durch Vibrationen belastet war. Für geschätzte 2,5 Sekunden öffnete sich eine große Vakuumblase. Das jetzt rückwärts beschleunigte Wasser sorgte für einen gewaltigen Kraftstoß, der die Maschine aus ihrer Verankerung hob – selbst nicht-vorgeschädigte Haltebolzen hätten dies nicht verhindern können. Für diesen Ansatz spricht, dass Turbine 2 im ersten Quartal 2009 mit einem neuen Drehzahlregler ausgestattet und dieser im Juni 2009 mit der automatischen, gemeinsamen Lastregelung des Kraftwerks verbunden wurde. Zusätzlich hatte das Wasserkraftwerk am Tag des Unfalls die Rolle eines Regelenergielieferanten übernommen, weil das üblicherweise mit dieser Aufgabe betreute Bratsker Wasserkraftwerk wegen eines Feuers ausfiel. Zum Zeitpunkt des Unfalls fand außerdem ein Lastabwurf statt. Auch zehn Jahre nach dem Unfall war nicht abschließend geklärt, wie Turbine 2 mehrere Meter angehoben werden konnte und die Ermüdungsrisse an den Haltebolzen dieser Turbine zu ähnlichen Schäden an Turbine 7 und 9 führten.

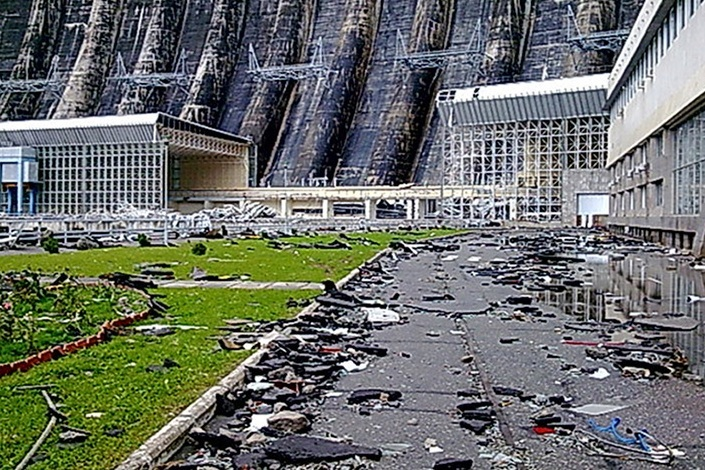
Zerstörtes Dach der Maschinenhalle nach dem Unfall

Der enorme Schaden betrug geschätzt 1,25 Milliarden US-Dollar. Planungen gingen davon aus, dass es bis zu zwei Jahre dauern würde, die zerstörten Anlagenteile zu ersetzen. Die nicht von der Havarie betroffenen Generatoren sollten in anderthalb Monaten wieder ans Netz gehen. An der Bewältigung der Katastrophenfolgen arbeiteten 2000 Menschen. Am 12. November 2014 wurde das Kraftwerk nach umfassender Reparatur und Instandsetzung wieder mit voller Leistung in Betrieb genommen.
Die Gefahr einer Überflutung von stromabwärts gelegenen Siedlungen bestand nach Angaben des Zivilschutzministers Schoigu nicht. Ein großflächiger Ausfall der elektrischen Energieversorgung konnte durch Umleitung von Strom aus anderen Kraftwerken verhindert werden. Die Hauptabnehmer des Kraftwerkes, die angeschlossenen Aluminiumwerke, mussten aber bis auf Weiteres die Produktion einstellen. Nach ersten Schätzungen fiel eine jährliche Produktionsmenge von 500.000 t aus. Ein starker Anstieg der Preise für elektrische Energie in Sibirien folgte. Gegen einen Journalisten des Internet-Journals Nowy Fokus, der am 18. August 2009, unter Berufung auf Quellen unter Angehörigen und unter Kraftwerksmitarbeitern, über in Luftblasen im Maschinenhaus eingeschlossene Arbeiter berichtet hatte, wurde am 19. August 2009 ein Strafverfahren wegen Verleumdung eingeleitet; am 9. September 2009 wurde er von zwei Unbekannten zusammengeschlagen.